# Успенский, Пётр Гаврилович
Пётр Гаврилович Успенский (около 1844, Нижегородская губерния — 27 декабря 1881, Нижний прииск Карийской каторги) — революционер, член кружка «Народная расправа», участник убийства студента Иванова.

## Биография
Родился в семье казначея Нижегородского дворянского института.
В 13-летнем возрасте, 2 июня 1857 года, начал обучение в Нижегородском дворянском институте, который окончил в 1864 году с серебряной медалью. Поступил на естественный факультет Санкт-Петербургского университета, откуда ушёл со второго курса. Затем заведовал библиотекой и книжным магазином А. А. Черкесова в Москве. Здесь он знакомится с Ф. В. Волховским и другими участниками революционных кружков, а в начале 1869 г. — с С. Г. Нечаевым. Осенью того же года становится одним из учредителей тайного общества «Народная расправа». 21 ноября 1869 года участвует в убийстве студента И. И. Иванова, необоснованно заподозренного в предательстве.
26 ноября 1869 г. арестован, 15 января 1870 г. заключен в Трубецкой бастион Петропавловской крепости. В июле 1871 г. судим по процессу нечаевцев, приговорен к 15 годам каторги и вечному поселению в Сибири.
Приговор был публично объявлен Успенскому, Прыжову и Кузнецову 21 декабря 1871 г. в Петербурге на Конной площади у позорного столба. В январе 1872 г. отправлен в Оренбург, затем на Александровский завод. Его жена с малолетним сыном прибыла в Иркутск в сентябре 1872 г. В начале лета 1875 г. переведён на Кару. В октябре того же года совершил попытку самоубийства. В 1879 г. переведен в «вольную команду». 1 января 1881 г. по распоряжению М. Т. Лорис-Меликова вольная команда для политических заключенных была отменена, и Успенский был снова отправлен в Карийскую тюрьму. 27 декабря 1881 г. был найден повешенным. Власти признали его смерть самоубийством, но, по свидетельству товарищей по заключению

, Успенский был заподозрен в предательстве и повешен Юрковским, Игнатием Ивановым и Баламезом.
Вскоре после гибели Успенского между заключенными Нижнекарийской тюрьмы произошёл острый конфликт по поводу отношения к смерти Успенского и обоснованности подозрений в предательстве. Выбранный заключенными товарищеский суд из нескольких авторитетных революционеров (И. Н. Мышкин, С. Ф. Ковалик, А. И. Зунделевич) пришёл к выводу о безосновательности подозрений.

## Семья
- Сестра — Успенская Надежда Гавриловна (род. в 1854), в замужестве Бобина, участница московского кружка Ф. В. Волховского.
- Жена (с 1869 г.) — Успенская Александра Ивановна (урождённая Засулич; 1847 — 12.09.1923) — сестра В. И. Засулич, похоронена на Ваганьковском кладбище[8].
- Сын — Успенский Виктор Петрович (1870—1919), врач, член 2-й Государственной Думы[3].